# Microregione di Rio Branco
Rio Branco è una microregione dello Stato dell'Acre in Brasile, appartenente alla mesoregione di Vale do Acre.

## Comuni
Comprende 7 comuni:
- Acrelândia
- Bujari
- Capixaba
- Plácido de Castro
- Porto Acre
- Rio Branco
- Senador Guiomard